# Didea intermedia
Didea intermedia es una especie de mosca sírfida. Se distribuyen por el Paleártico en Eurasia.